# Laetia coriacea
Laetia coriacea Spruce ex Benth. – gatunek roślin z rodziny wierzbowatych (Salicaceae Mirb.). Występuje naturalnie w Kolumbii, Wenezueli oraz Brazylii. 

## Morfologia
PokrójZimozielone drzewo lub krzew dorastające do 6 m wysokości.
LiścieMają podłużnie eliptyczny kształt. Mierzą 14 cm długości i 5–6,5 cm szerokości. Są skórzaste. Nasada liścia jest zaokrąglona. Liść na brzegu jest całobrzegi. Wierzchołek jest spiczasty. Ogonek liściowy jest nagi i dorasta do 6 cm długości.

## Biologia i ekologia
Rośnie na sawannach i w zaroślach. Występuje na wysokości do 600 m n.p.m.